# Валлатхол
Валлаттол, Нараяна Менон (малаял. വള്ളത്തോൾ നാരായണമേനോൻ; 1878—1958) — малаяльский поэт первой половины XX века, известный как член "Великого триумвирата", повелевавшего малаяльской поэзий; один из титулованных Mahakavi (дословно —  Великий Поэт; по смыслу — сочинитель эпоса) индийской поэзии XX века; переводчик, который первый в истории мировой литературы выполнил полный перевод «Рамаяны» с санскрита, за что был прозван в народе «Вальмики из Кералы». Писал на языке малаялам, а также на санскрите.
Покровитель искусств, посвятивший свою жизнь сохранению традиции искусства Натьи, а именно, возрождению танцевальных стилей Кералы — катхакали и Мохини Аттам — в стенах созданной им Академии искусств Кералы Керала Каламандалам.

## Биография
Махакави Валлаттол Нараяна Менон происходит из народности малаяли (штат Керала), принадлежит к касте наиров.  Его мать —  Куттиппару Амма, отец —  Кадунготт Маллиссери Дамудоран Эллайату. Он родился 26 октября 1878 году в деревне Ченнара, Малабарского дистрикта, находившегося в подчинении Британии.
Согласно некоторым источникам на русском языке Валлаттол Нараяна Менон получил традиционное брахманское образование. Его первым учителем санскрита  был Варьям Парамбил Кунджан Наир, а затем его родной дядя по материнской линии —  Рамунни Менон.
Рамунни Менон был известным врачом и имел широкую практику. Дядя познакомил Валлаттола с санскритской поэзией: ведам, пуранам, и другим драгоценностям, которые с детства питали его воображение, а также дал ему образование в области аюрведы.
В 23 года  Валлаттол Нараяна Менон женился. Позже он был главой большой семьи, имел 10 детей, многочисленных внуков, с которыми стремился проводить досуг. Был примерным домохозяином, любил принимать друзей и славился щедростью. При этом он очень много работал, вел строгий и пунктуальный образ жизни. Валлаттол Нараяна Менон  прожил в родной деревне до 26 лет, практикуя аюрведу, но при этом посвящая весь досуг поэзии.
В 1904 году он получил приглашение возглавить издательство "Printing Press" в Тричуре и немедленно его принял. До 1910 года руководил издательством, выпуская несколько поэтических журналов. В эти годы познакомился со многими известными литераторами, в том числе с Кумаран Ашаном и Уллур Парамешвара Айяром, которые вместе с ним самим составляли "Великий триумвират" малаяльской поэзии.
В 1919 году в возрасте 31 года Махакави Валлаттол Нараяна Менон полностью потерял слух. Жизнь стала для него подобна борьбе и чтобы преодолеть пропасть отделившую его от людей, он научился писать на ладони, как на доске, изъясняться с помощью жестов и знаков.

### Написание имени поэта
На русском языке в изданных переводах поэта используется два варианта написания его имени —  Валлатхол (видимо, использовалось переводчиками, которые впервые знакомились с произведениями поэта в англоязычных источниках, где его имя принято записывать Vallathol)  и Валлаттол ( у переводчиков с малаялм). Ни одно, ни другое имя не является верным, так как самым близким к звучанию имени поэта на родном языке будет написание Валлатоль.

## Ученик Великого учителя
Валлаттол был соратником Махатма Ганди. Валлатол Нараяна Менон неуклонно следовал заветам Гандиджи и стремился пропагандировать своей поэзией достоинства секуляризма и демократии в соответствии с тем, как эти вопросы ставились национально-освободительным движением.

Описывая жизнь простых тружеников, их тяжелый труд и нескончаемые страдания, поэт обличает систему эксплуатации как главную виновницу их несчастий. При этом Валлаттол гордился великим прошлым своей страны и рисовал другим картины ее минувшей славы. Так в стихотворении, посвященном Махатам Ганди он пишет:
Весь мир - его семья, и даже травы, растенья, черви - члены той семьи.
Он учит нас, что щедро раздавая, приобретаем мы, что отказавшись
от насилья, достигнем процветания. Так в счастливой 
гармонии все качества в себе соединяет мой почитаемый учитель.
Лишь край, где родилось ученье Гиты, мог миру дать такого человека,
лишь край, который окружают Видхья и Гималаи, мог увидеть
льва смирного, и лишь земля, которую питает Ганг,
смогла взрастить то дерево златое, на котором
плоды благополучья созревают.

## Участие в борьбе за независимость Индии
Валлаттол встал на сторону Индийского Национального Конгресса (ИНК) еще до начала кампании несотрудничества, инициированной Махатма Ганди. Сочинял стихи на смерть таких политических деятелей, как Дадабхай Наороджи, Бал Гангадхар Тилак и др.
Валлаттол носил кхади — домотканную оджеду их грубого холста — , что означало принадлежность к ИНК и считалось по выражению Неру "нарядом свободы".
Присутствовал на сессиях ИНК в Мадрасе (1927 г.) и в Калькутте (1928 г.), для чего ему пришлось поступиться участием в годичных конференциях литературного общестава «Керала сахитья паришад», одним из руководителей которого был Валлаттол, проходившим одновременно с сессиями ИНК. Был подвергнут нападкам некоторых современников за то, что предпочел поэзии политику, но остался глух к этим обвинениям.
В 1930-1931 гг. у всех на устах были его песни для национально-освободительного движения. Он осуждал кастовую систему и неприкасаемость. Освободительное движение установило новую шкалу ценностей в поэзии Валлатолла.

## Поэт и переводчик
Махакави Валлаттол Нараяна Менон начал писать стихи с 12 лет. Он сочинял их по любому поводу и в традиционной манере. Он превосходно владел словом, имел легкий стиль, ни в одном из его стихотворений нет влияния ни современного образования, ни воздействия английской или какой-либо другой литературы, кроме малаяльской или санскритской.
В 1905 году создал свое первое произведение —  перевод  «Рамаяны» с санскрита — великой эпической поэмы, насчитывающей 25 000 шлок. Перевод был выполнен безупречно и с тех пор престиж Валлаттола как лучшего переводчика санскритской поэзии остается непоколебленным. До конца жизни Валлаттол занимался переводами: из под его пера вышли множество пуран, все драмы Бхасы, «Шакунтала» Калидасы — величайшая санскритская драма всех времен, в возрасте 75 лет он начал переводить «Ригведу» и успел завершить перевод в год своей смерти.
Литературная слава и титул Махакави пришли к Валлаттолу в 1913 году, когда он завершил свою махакавью «Читрайога» из 18 песен и 1591 шлоки. Несмотря на то, что это произведение вызвало шквал критики со стороны Кумар Ашана, её приветствовали многие читатели и она остается популярной по сей день. Однако, Валлатол Нараяна Менон прислушался к критике своего единомышленника и в его поэзии появились поэтические произведения совершенно нового типа, образцами которых являются знаменитые кавьи "Плач глухого", "Мой почитаемый учитель", " Заключенный в тюрьму Анирудха", "Ученик и учитель", "Отец и дочь", "Мария Магдалина", "Песня крестьянина".

## Хранитель Натьи
Валлаттол является ключевой личностью возрождения катхакали и Мохини Аттам (стилям индийского классического танца). Титаническая работа по возрождению этих искусств, подвергшихся унижению и уничижению со стороны мусульманской, а позже англиканской морали, началась примерно в 1930-х годов и продолжалась всю его жизнь. 
Искусство было сутью и смыслом его жизни, а литература, и его собственный вклад в литературу, лишь малой частью, необходимой составляющей искусства Натьи, с которым он был знаком, получив традиционное образование. Известно его высказывание: «Если бы Брахма предстал передо мной, держа в одной руке "мораль", а в другой "искусство", и предложил сделать выбор, то я не колеблясь взял бы второе»
В этом высказывании Махакави Валлаттол Нараяна Менон обнажил конфликт, продолжавшийся веками, когда религиозная мораль ставилась в иерархии ценностей выше чем, искусство Натьи, которое по определению Бхараты Муни является беспредельным источником истины, относительно всех знаний: 
Никак невозможно дойти здесь до конца натьи,
бесконечна она из-за множества знаний и умений,
Невозможно [дойти] до конца даже одного знания-океана,
как же дойти [до конца] всех знаний в соответствии с истиной.
Эти слова Валлаттола имели большой резонанс среди его соотечественников: на него посыпались ложные обвинения в аморальности, распутстве и т.п., что было абсурдно для тех, кто знал его лично, его образ жизни и его подвижнический труд во имя сохранения искусства.
В Керале с незапамятных времен процветали два стиля танца — зрелищный — катхакали, исполняемый только мужчинами и — камерный — Мохини Аттам, которым владели исключительно женщины. Эти древние виды искусства пребывали в упадке и забвении, ибо нуждались в покровительстве. В прежние времена в роли меценатов выступали махаражди и богатые аристократы. Когда таковых в Керале не стало поддерживать традиционные стили Кералы для представлений Натьи, стало некому. Если бы не вмешательство Валлаттола, эти стили танца наверняка бы погибли.
Он создал Академию искусств Кералы Керала Каламандалам в доме, где прошло его детство, на средства, собранные им в лотерее, продолжавшейся три года. Он лично привлек к обучению в Керале легендарных исполнителей, ставших самыми авторитетными учителями — реформатора катхакали Каламандалам Кришна Наира и реформатора Мохини Аттам, свою двоюродную племянницу, Каламандалам Кальяникутти Амму.
Он переводил поэтические тексты для представлений Натьи на малаялам, чтобы представления были понятны для его современников. Он причастен к популяризации искусства Натьи в России: фрагмент Рамаяны, хореографии Каламандалам Кальяникутти Аммы, в исполнении Миланы Северской (Мандиры), можно увидеть на сцене Театра Натьи в Санкт-Петербурге.

## Борец за мир и права человека
В 40-х годах Махакави Валлаттол Нараяна Менон стал участником движения за дружбу с Советским Союзом, что сделало его мишенью для острых нападок: он был освистан на митинге в Бомбее, где в него кидали тухлые яйца во время выступления. При этом позиция Валлаттола осталась непоколебимой.

Летом 1951 года в составе большой делегации он посетил СССР. Находясь в СССР, написал цикл стихов «В России». В стихотворении «Мавзолей Ленина» Валлаттол искренне восхищается советским вождем и в свойственной ему эпической манере сравнивает Ленина с солнцем, а Гандиджи с луной.
Он верил в равенство людей.
Он солнечным потоком залил Россию.
Борьба, как пламя, вспыхнула повсюду.
А сатьяграха Ганди — лунный свет, освободивший Индию от мрака.
Для нас они как солнце и луна.
В стихах о России Валлатол особенно подчеркивает, что человек в Советском Союзе свободен, а мужчины и женщины равны. Тема свободы окрашивается в поэзии Валлаттола особым религиозным смыслом. Это не только правовая свобода, но и мокша — освобождение от майи, создающей мир и иллюзорное бытие. В кавья «Восстание сипаев» тема свободы раскрывается как право на национальную самобытность и самоуправление, противостоящее имперским устремлениям Британии и её колониальной политике. В этом же стихотворении Валлаттол использует как символ образ женщины-воина рани Джханси.
Тема дискриминации женщин и достоинства женщин неоднократно поднимается в поэзии Валлаттола, что абсолютно не типично для индийской культуры первой половины XX века, но находит объяснение в происхождении Валлаттола из наиров, где сохраняются матриархат, полиандрия и наследование имущества по материнской линии. Искренним восхищением и сочувствием к женщине проникнуты его стихотворения (кавьи) «Голод», «Дом вдов в Мадрасе», «Мужество женщины». Махакави Валлаттол Нараяна Менон черпал мощь и выразительность своих произведений из борьбы индийского народа за национальное освобождение, а символом этой борьбы в его стихах нередко выступает женщина.

Махакави Валлаттол был активным деятелем Всемирного движения сторонников мира. В 1950 г. участвовал во Всемирном конгрессе сторонников мира в Варшаве. Выступая на конгрессе он прочел свое стихотворение «Песня крестьянина», которое вызвало бурные аплодисменты. Антивоенная позиция Валлаттола высказана в кавьях «Спросите!», «Мир един», но в «Песне крестьянина» Валлаттолу удалось сформулировать её в нескольких строках, используя приемы традиционной поэтики:
«Если бы сталь умела плакать, то из её слез, которые пролились на землю и застыли, получились бы такие слова: „Я предназначена для создания земледельческих орудий, которые поддерживают человеческую жизнь, а меня используют для производства оружия, которое проливает человеческую кровь.“»

## Сочинения в переводе на русском языке
Махакавьи Валлаттола Нараяна Менона на русский язык не переводились. Кавьи с малаялам были переведены Е.Рейном, А. Сенкевичем, М.Павловой. Всего переведено 25 стихотворений поэта, которые изданы в различных альманахах и авторских сборниках: 
| Название кавьи                   | Год  | Переводчик | Примечание       | Название кавьи         | Год       | Переводчик | Примечание |
| -------------------------------- | ---- | ---------- | ---------------- | ---------------------- | --------- | ---------- | ---------- |
| Подбитая птица                   | 1910 | Е.Рейн     |                  | Мужество женщины       | 1944      | Е.Рейн     |            |
| Время туманов                    | 1912 | Е.Рейн     |                  | Дом вдов в Мадрасе     | 1944      | Е.Рейн     |            |
| Гимн утренней заре               | 1913 | М.Павлова  |                  | Первый полет           | 1945      | Е.Рейн     |            |
| Голод                            | 1917 | Е.Рейн     |                  | Мавзолей Ленина        | 1951      | А.Сенкевич |            |
| Керала                           | 1919 | Е.Рейн     |                  | Искусство расцветает   | 1952      | Е.Рейн     |            |
| Бал Гангадхар Тилак              | 1920 | М.Павлова  |                  | Дипавали               | 1953      | Е.Рейн     |            |
| Мария Магдалина                  | 1921 | Е.Рейн     | отрывок из поэмы | Спросите!              | 1955      | А.Сенквеич |            |
| Мой почитаемый учитель           | 1922 | М.Павлова  | Махатме Ганди    | Мир — един             | 1955      | Е.Рейн     |            |
| Благословенный дар               | 1923 | М.Павлова  |                  | Тридцать миллионов рук | 1956-1957 | Е.Рейн     | отрывок    |
| Онам                             | 1924 | М.Павлова  |                  | Восстание сипаев       | 1957      | Е.Рейн     |            |
| Наш ответ                        | 1926 | А.Сенкевич |                  | День Республики        | 1957      | Е.Рейн     |            |
| Мое омовение в священной Прайяге | 1929 | М.Павлова  |                  | Свет                   | 1958      | А.Сенкевич |            |
| Победоносная                     | 1944 | Е.Рейн     |                  |                        |           |            |            |

- Индия говорит. Стихи индийских поэтов. — Перевод В. Журавлева; Ред. Б. Шуплецов; Предисл. Е. Гальпериной. — 2-е изд. — М.: Изд-во иностр. лит., 1954. — 120 с. — С.13-62.
- Валлатхол Избранное: Стихи. — Пер. [с яз. малаялам] М. Павловой; Ред. Е. Челышев; [Сост. и послесл. Чандра Секар].  — М.: Изд-во иностр. лит., 1958. — 83 с. (Современная зарубежная поэзия).
- Валлаттол Гимн утренней заре: стихи. Предисл. Ч. Ачута Менон; Сост.: Чандра Секхар; Сост., примеч. В.А. Макаренко. Перевод с малаялам. — М.: Наука 1980г. — 84 с.; 10 000 экз.

## Награды
В 1913 году Валлаттол Нараяна Менон  получил от правительства штата Мадрас звание поэта-лауреата — Махакави, титул, который присваивается навечно и употребляется перед именем поэта, как знак уважения и почтения.
В 1958 году Махакави Валлаттол Нараяна Менон удостоен высшей награды Республики Индия — Падма Бхушан.

## Память
- Мемориал Махакави Валлатола в Керала Каламандалам
- Музей Валлатола[19]
- Литературная премия Валлаттола
- (1978) Марка с изображением Валлаттола и танцора катхакали[20]